# Jessica Tandy
Jessica Tandy (Hackney, Londres, 7 de junio de 1909-Easton, Connecticut, 11 de septiembre de 1994) fue una actriz de teatro, cine y televisión británicoestadounidense, ganadora del premio Óscar a la mejor actriz en 1989 por la película Driving Miss Daisy. Además, fue ella quien encarnó por primera vez, en 1948, el papel de Blanche DuBois en el drama teatral Un tranvía llamado Deseo, por el cual ganó un premio Tony.

## Biografía
Fue educada en la Dame Alice Owen's School de Islington.
Estuvo casada dos veces: la primera, entre 1932 y 1942, con el actor británico Jack Hawkins, con quien tuvo una hija, Susan Hawkins (nacida en 1934). La segunda, entre 1942 y hasta el día de su muerte, con el actor canadiense Hume Cronyn. De este matrimonio nacieron dos hijos: Christopher Cronyn y la actriz Tandy Cronyn.
En 1990, se le detectó un cáncer de ovario, contra el que combatió durante cuatro años; pero que al final acabó con su vida en 1994. A pesar de estar enferma, continuó trabajando hasta el último momento.

## Carrera
Después de trabajar en el mundo de la interpretación durante sesenta y cinco años, Tandy llegó al estrellato cinematográfico en sus últimos años, interpretando papeles en películas de grandes estudios y dramas intimistas. 
Ya desde joven, tenía la determinación de dedicarse al mundo de la interpretación, y su primera actuación fue en 1926 en el teatro en Londres. Sobre las tablas, dio la réplica a actores de la talla de sir Laurence Olivier en la obra de William Shakespeare Enrique V o a sir John Gielgud en El rey Lear. 
Después de separarse de su primer marido, se trasladó a Nueva York, donde conoció al que sería su segundo esposo, Hume Cronyn, actor canadiense con el que compartió escenario y pantalla en múltiples ocasiones. En 1944, hizo su debut cinematográfico en Estados Unidos en la película The Seventh Cross, y apareció en películas como El valle del destino (1945), The Green Years (1946), en la que interpretaba a la hija del personaje interpretado por Cronyn, o Forever Amber (1947). Después de ganar un premio Tony por la interpretación de Blanche DuBois en la producción original de la obra de Tennessee Williams Un tranvía llamado deseo, se concentró en el teatro y solo hizo apariciones esporádicas en películas como The Light in the Forest (1958) o la hoy mítica Los pájaros (1963), de Alfred Hitchcock.
El comienzo de los años 80 contempló el resurgir de la carrera de Tandy, con papeles en películas como El mundo según Garp, Amigos muy íntimos, Still of the Night (todas de 1982), Las bostonianas (1984) o el éxito Cocoon (1985), junto con su marido, con quien volvió a coincidir en Batteries Not Included (1987) y Cocoon: el regreso (1988). En 1987, ganó un premio Emmy por su papel en la película para televisión Foxfire. Sin embargo, el papel que la llevó a ocupar uno de los lugares de honor en la historia de Hollywood llegó en 1989. Ese año, interpretó a Daisy Werthan, una testaruda anciana sureña judía en la película Driving Miss Daisy, que la hizo acreedora del Óscar a la mejor actriz, convirtiéndose con ochenta años en la persona de más edad en recibirlo y superando de esta forma a su antecesor, George Burns. En 2011, sería superada esa marca por Christopher Plummer al ganar su estatua con ochenta y dos.
Dos años más tarde consiguió una nueva nominación, esta vez en la categoría de mejor actriz de reparto, por su papel en Tomates verdes fritos (1991). Ese mismo año, protagonizó Used People: romance otoñal (donde interpretaba a la madre judía del personaje de Shirley MacLaine) y coprotagonizó el telefilme The Story Lady (1991) junto con su hija en la vida real, Tandy Cronyn. Posteriormente, apareció en Nobody's Fool (1994) y Camilla, también en 1994, y en la que coincidió por última vez con su marido. Camilla fue su última interpretación y fue tan audaz como para, a sus ochenta y cuatro años y sabiendo que se estaba muriendo, tener una breve escena desnuda.
Murió en su casa de Easton, Connecticut, el 11 de septiembre de 1994, a la edad de 85 años, debido a un cáncer de ovario.

## Filmografía
| - The Indiscretions of Eve (1932) - Murder in the Family (1938) - The Seventh Cross (1944) - Blonde Fever (1944) - El valle del destino (1945) - El castillo de Dragonwyck (1946) - Los verdes años (1946) - Forever Amber (1947) - Venganza de mujer (1948) - September Affair (1950) - Rommel, el zorro del desierto (1951) - The Light in the Forest (1958) - Cuando se tienen veinte años (1962) - Los pájaros (1963) - Butley (1976) | - Desmadre en la autopista (1981) - El mundo según Garp (1982) - Still of the Night (1982) - Amigos muy íntimos (1982) - Las bostonianas (1984) - Cocoon (1985) - Batteries Not Included (1987) - La casa de Carroll Street (1988) - Cocoon: el regreso (1988) - Driving Miss Daisy (1989) - Tomates verdes fritos (1991) - Used People: romance otoñal (1992) - Nobody's Fool (1994) - Camilla (1994) |

## Teatro
- The Petition (1986)
- The Glass Menagerie (1983)
- Foxfire (1982)
- Rose (1981)
- The Gin Game (1977)
- A Song at Twilight (1974)
- Come Into the Garden Maud (1974)
- All Over (1971)
- Home (1970)
- Camino Real (1970)
- A Delicate Balance (1966)
- The Physicists (1964)
- Five Finger Exercise (1959)
- Triple (1959)
- The Man in the Dog Suit (1958)
- A Day By The Sea (1955)
- The Honeys (1955)
- The Fourposter (1955)
- Madam, Will You Walk (1953)
- The Fourposter (1951)
- Hilda Crane (1950)
- Un tranvía llamado Deseo (1947)
- Yesterday's Magic (1942)
- Anne of England (1941)
- Jupiter Laughs (1940)
- Geneva (1940)
- The White Steed (1939)
- Time and the Conways (1938)
- French Without Tears (1936)
- The Last Enemy (1930)
- The Matriarch (1930)

## Premios y nominaciones
Premios Óscar
| Año  | Categoría               | Película              | Resultado |
| ---- | ----------------------- | --------------------- | --------- |
| 1990 | Mejor actriz            | Driving Miss Daisy    | Ganadora  |
| 1992 | Mejor actriz de reparto | Tomates verdes fritos | Nominada  |

Premios BAFTA
| Año  | Categoría    | Película              | Resultado |
| ---- | ------------ | --------------------- | --------- |
| 1989 | Mejor actriz | Driving Miss Daisy    | Ganadora  |
| 1991 | Mejor actriz | Tomates verdes fritos | Nominada  |

Premios Tony
| Año  | Categoría    | Obra                     | Resultado |
| ---- | ------------ | ------------------------ | --------- |
| 1948 | Mejor actriz | Un tranvía llamado Deseo | Ganadora  |